# Ptyelus panieanus
Ptyelus panieanus är en insektsart som beskrevs av William Lucas Distant 1920. Ptyelus panieanus ingår i släktet Ptyelus och familjen spottstritar. Inga underarter finns listade i Catalogue of Life.